# 宫明·尕桑伯尔拉西日布却吉扎参
宫明·尕桑伯尔拉西日布却吉扎参（？—？）蒙古族，土尔扈特部人，第二世（不计追认）宫明活佛。

## 生平
18世纪初，尕桑伯尔拉西日布却吉扎参奔走于西藏哲蚌寺、青海佑宁寺之间。阿玉奇统治时期，他在新疆准噶尔汗国的金顶寺、银顶寺等藏传佛教寺院之间游走。在伏尔加河流域，土尔扈特蒙古地区兴建了许多藏传佛教寺院，并创建了大量显宗和密宗扎仓。“在土尔扈特的阿玉奇汗的地方佛教也很兴盛”，“阿玉奇汗时期，土尔扈特从西藏请来很多喇嘛，佛教在额济勒（即伏尔加河）地区进一步发展起来，建立了昂嘉恩库理雅（即昂嘉寺），巴克希恩库理雅（即巴克希寺）……喇嘛库热（即喇嘛寺）、共芒库热（即果莽寺）、却进库热（即却进庙）、宗喀巴库热（即宗喀巴寺）、克列特喇嘛却进库热（即喇嘛却进寺）八座库热。”